# Оливера Недељковић
Оливера Недељковић (Чачак, 19. јун 1973) српска је књижевница и библиотекар. Запослена је као библиотекар у Градској библиотеци Владислав Петковић Дис у Чачку.

## Биографија
Оливера Недељковић, рођена Вуксановић, рођена је 19. јуна 1973. године у Чачку. Након завршене Гимназије у родном граду, дипломирала је на Групи за српскохрватски језик и југословенске књижевности на Филозофском факултету у Нишу. Књижевним радом почиње да се бави 1995. године. Поред збирки песама у свом даљем раду Оливера Недељковић објављује есеје, књиге за децу. Као библиотекар почиње да ради 1999. године у Градској библиотеци Владислав Петковић Дис. Бави се и библиографским радом. Аутор је низа публикација које представљају прилоге за библиографију значајних савремених песника (Милосава Тешића, Радмиле Лазић, Мирослава Максимовића, Милана Ђорђевића и Саше Радојчића).
За књигу "Причино дете", добила је књижевну награду "Момчило Тешић", 2014.